# Calocheirus atopos
Calocheirus atopos är en spindeldjursart som beskrevs av Chamberlin 1930. Calocheirus atopos ingår i släktet Calocheirus och familjen Olpiidae. Inga underarter finns listade.